# Narsapur
Narsapur es una ciudad censal situada en el distrito de Siddipet en el estado de Telangana (India). Su población es de 6647 habitantes (2011). Se encuentra a 50 km de Hyderabad, la capital del estado.

## Demografía
Según el censo de 2011 la población de Narsapur era de 6647 habitantes, de los cuales 3303 eran hombres y 3344 eran mujeres. Narsapur tiene una tasa media de alfabetización del 65,75%, inferior a la media estatal del 67,02%: la alfabetización masculina es del 75,27%, y la alfabetización femenina del 56,38%.